# Grand Prix Kataru 2023
Grand Prix Kataru 2023 (oficiálně Formula 1 Qatar Airways Qatar Grand Prix 2023) se jela na okruhu Losail International Circuit v Lusailu v Kataru dne 8. října 2023. Závod byl sedmnáctým v pořadí v sezóně 2023 šampionátu Formule 1. Velká cena se v Kataru jela podruhé, zároveň se jednalo o čtvrtý ze šesti víkendů v roce 2023 se sprintovým formátem. Díky druhému místu ve sprintu získal Max Verstappen titul mistra světa.
Pirelli po tréninku objevilo poškození pneumatik, ke kterému docházelo kvůli přejíždějí hrany obrubníků. FIA proto před hlavním závodem rozhodla, že jezdci mohou na každé sadě odjet maximálně 18 kol.

## Kvalifikace
Kvalifikace se uskutečnila 6. října 2023 ve 20:00 místního času (UTC+03:00).
| Poř.                        | Č. | Jezdec           | Konstruktér                  | Časy v kvalifikaci | Časy v kvalifikaci | Časy v kvalifikaci | Pořadí na startu |
| Poř.                        | Č. | Jezdec           | Konstruktér                  | Q1                 | Q2                 | Q3                 | Pořadí na startu |
| --------------------------- | -- | ---------------- | ---------------------------- | ------------------ | ------------------ | ------------------ | ---------------- |
| 1                           | 1  | Max Verstappen   | Red Bull Racing-Honda RBPT   | 1:25.007           | 1:24.483           | 1:23.778           | 1                |
| 2                           | 63 | George Russell   | Mercedes                     | 1:25.334           | 1:24.827           | 1:24.219           | 2                |
| 3                           | 44 | Lewis Hamilton   | Mercedes                     | 1:26.076           | 1:24.381           | 1:24.305           | 3                |
| 4                           | 14 | Fernando Alonso  | Aston Martin Aramco-Mercedes | 1:25.223           | 1:25.241           | 1:24.369           | 4                |
| 5                           | 16 | Charles Leclerc  | Ferrari                      | 1:25.452           | 1:25.079           | 1:24.424           | 5                |
| 6                           | 81 | Oscar Piastri    | McLaren-Mercedes             | 1:25.266           | 1:24.724           | 1:24.540           | 6                |
| 7                           | 10 | Pierre Gasly     | Alpine-Renault               | 1:25.566           | 1:24.918           | 1:24.553           | 7                |
| 8                           | 31 | Esteban Ocon     | Alpine-Renault               | 1:25.711           | 1:24.928           | 1:24.763           | 8                |
| 9                           | 77 | Valtteri Bottas  | Alfa Romeo-Ferrari           | 1:26.038           | 1:25.297           | 1:25.058           | 9                |
| 10                          | 4  | Lando Norris     | McLaren-Mercedes             | 1:25.131           | 1:24.685           | Bez času           | 10               |
| 11                          | 22 | Júki Cunoda      | AlphaTauri-Honda RBPT        | 1:26.058           | 1:25.301           |                    | 11               |
| 12                          | 55 | Carlos Sainz Jr. | Ferrari                      | 1:25.808           | 1:25.328           |                    | 12               |
| 13                          | 11 | Sergio Pérez     | Red Bull Racing-Honda RBPT   | 1:25.991           | 1:25.462           |                    | 13               |
| 14                          | 23 | Alexander Albon  | Williams-Mercedes            | 1:26.118           | 1:25.707           |                    | 14               |
| 15                          | 27 | Nico Hülkenberg  | Haas-Ferrari                 | 1:25.904           | 1:25.783           |                    | 15               |
| 16                          | 2  | Logan Sargeant   | Williams-Mercedes            | 1:26.210           |                    |                    | 16               |
| 17                          | 18 | Lance Stroll     | Aston Martin Aramco-Mercedes | 1:26.345           |                    |                    | 17               |
| 18                          | 40 | Liam Lawson      | AlphaTauri-Honda RBPT        | 1:26.635           |                    |                    | 18               |
| 19                          | 20 | Kevin Magnussen  | Haas-Ferrari                 | 1:27.046           |                    |                    | 19               |
| 20                          | 24 | Čou Kuan-jü      | Alfa Romeo-Ferrari           | 1:27.432           |                    |                    | 20               |
| 107 % času vítěze: 1:30.957 |    |                  |                              |                    |                    |                    |                  |
| Zdroj:                      |    |                  |                              |                    |                    |                    |                  |

## Sprintový rozstřel
Sprintový rozstřel se uskutečnil 7. října 2023 v 16:00 místního času (UTC+03:00).
| Poř.                        | Č. | Jezdec           | Konstruktér                  | Časy v kvalifikaci | Časy v kvalifikaci | Časy v kvalifikaci | Pořadí na startu |
| Poř.                        | Č. | Jezdec           | Konstruktér                  | SQ1                | SQ2                | SQ3                | Pořadí na startu |
| --------------------------- | -- | ---------------- | ---------------------------- | ------------------ | ------------------ | ------------------ | ---------------- |
| 1                           | 81 | Oscar Piastri    | McLaren-Mercedes             | 1:25.979           | 1:25.496           | 1:24.454           | 1                |
| 2                           | 4  | Lando Norris     | McLaren-Mercedes             | 1:25.672           | 1:24.947           | 1:24.536           | 2                |
| 3                           | 1  | Max Verstappen   | Red Bull Racing-Honda RBPT   | 1:25.510           | 1:25.199           | 1:24.646           | 3                |
| 4                           | 63 | George Russell   | Mercedes                     | 1:25.413           | 1:25.027           | 1:24.841           | 4                |
| 5                           | 55 | Carlos Sainz Jr. | Ferrari                      | 1:25.872           | 1:25.433           | 1:25.155           | 5                |
| 6                           | 16 | Charles Leclerc  | Ferrari                      | 1:26.266           | 1:25.367           | 1:25.247           | 6                |
| 7                           | 27 | Nico Hülkenberg  | Haas-Ferrari                 | 1:26.450           | 1:25.499           | 1:25.320           | 7                |
| 8                           | 11 | Sergio Pérez     | Red Bull Racing-Honda RBPT   | 1:26.123           | 1:25.143           | 1:25.382           | 8                |
| 9                           | 14 | Fernando Alonso  | Aston Martin Aramco-Mercedes | 1:25.936           | 1:25.344           | Bez času           | 9                |
| 10                          | 31 | Esteban Ocon     | Alpine-Renault               | 1:26.072           | 1:25.510           | Bez času           | 10               |
| 11                          | 10 | Pierre Gasly     | Alpine-Renault               | 1:25.829           | 1:25.686           |                    | 11               |
| 12                          | 44 | Lewis Hamilton   | Mercedes                     | 1:26.424           | 1:25.962           |                    | 12               |
| 13                          | 77 | Valtteri Bottas  | Alfa Romeo-Ferrari           | 1:26.449           | 1:26.236           |                    | 13               |
| 14                          | 40 | Liam Lawson      | AlphaTauri-Honda RBPT        | 1:26.202           | 1:26.584           |                    | 14               |
| 15                          | 24 | Čou Kuan-jü      | Alfa Romeo-Ferrari           | 1:26.669           | 1:54.546           |                    | 15               |
| 16                          | 18 | Lance Stroll     | Aston Martin Aramco-Mercedes | 1:26.849           |                    |                    | 16               |
| 17                          | 23 | Alexander Albon  | Williams-Mercedes            | 1:26.862           |                    |                    | 17               |
| 18                          | 22 | Júki Cunoda      | AlphaTauri-Honda RBPT        | 1:26.926           |                    |                    | 18               |
| 19                          | 20 | Kevin Magnussen  | Haas-Ferrari                 | 1:27.438           |                    |                    | 19               |
| 107 % času vítěze: 1:31.391 |    |                  |                              |                    |                    |                    |                  |
| —                           | 2  | Logan Sargeant   | Williams-Mercedes            | 2:05.741           |                    |                    | 20               |
| Zdroj:                      |    |                  |                              |                    |                    |                    |                  |

Poznámky
1. ↑  Logan Sargeant nestanovil čas v rámci pravidla 107 %, do sprintu ale mohl odstartovat díky udělené výjimce.

## Sprint
Sprint se uskutečnil 7. října 2023 ve 20:30 místního času (UTC+03:00).
| Poř.                                                                                 | No. | Jezdec           | Konstruktér                  | Počet kol | Čas/Odstoupení  | Start | Body |
| ------------------------------------------------------------------------------------ | --- | ---------------- | ---------------------------- | --------- | --------------- | ----- | ---- |
| 1                                                                                    | 81  | Oscar Piastri    | McLaren-Mercedes             | 19        | 35:01.297       | 1     | 8    |
| 2                                                                                    | 1   | Max Verstappen   | Red Bull Racing-Honda RBPT   | 19        | +1.871          | 3     | 7    |
| 3                                                                                    | 4   | Lando Norris     | McLaren-Mercedes             | 19        | +8.497          | 2     | 6    |
| 4                                                                                    | 63  | George Russell   | Mercedes                     | 19        | +11.036         | 4     | 5    |
| 5                                                                                    | 44  | Lewis Hamilton   | Mercedes                     | 19        | +17.314         | 12    | 4    |
| 6                                                                                    | 55  | Carlos Sainz Jr. | Ferrari                      | 19        | +18.806         | 5     | 3    |
| 7                                                                                    | 23  | Alexander Albon  | Williams-Mercedes            | 19        | +19.864         | 17    | 2    |
| 8                                                                                    | 14  | Fernando Alonso  | Aston Martin Aramco-Mercedes | 19        | +21.180         | 9     | 1    |
| 9                                                                                    | 10  | Pierre Gasly     | Alpine-Renault               | 19        | +21.742         | 11    |      |
| 10                                                                                   | 77  | Valtteri Bottas  | Alfa Romeo-Ferrari           | 19        | +22.208         | 13    |      |
| 11                                                                                   | 22  | Júki Cunoda      | AlphaTauri-Honda RBPT        | 19        | +22.863         | 18    |      |
| 12                                                                                   | 16  | Charles Leclerc  | Ferrari                      | 19        | +24.860         | 6     |      |
| 13                                                                                   | 20  | Kevin Magnussen  | Haas-Ferrari                 | 19        | +24.970         | 19    |      |
| 14                                                                                   | 24  | Čou Kuan-jü      | Alfa Romeo-Ferrari           | 19        | +26.868         | 15    |      |
| 15                                                                                   | 18  | Lance Stroll     | Aston Martin Aramco-Mercedes | 19        | +29.523         | 16    |      |
| Ret                                                                                  | 27  | Nico Hülkenberg  | Haas-Ferrari                 | 11        | Následky nehody | 7     |      |
| Ret                                                                                  | 31  | Esteban Ocon     | Alpine-Renault               | 10        | Kolize          | 10    |      |
| Ret                                                                                  | 11  | Sergio Pérez     | Red Bull Racing-Honda RBPT   | 10        | Kolize          | 8     |      |
| Ret                                                                                  | 2   | Logan Sargeant   | Williams-Mercedes            | 2         | Vyjetí z dráhy  | 20    |      |
| Ret                                                                                  | 40  | Liam Lawson      | AlphaTauri-Honda RBPT        | 0         | Vyjetí z dráhy  | 14    |      |
| Nejrychlejší kolo: Max Verstappen (Red Bull Racing-Honda RBPT) – 1:25.604 (17. kolo) |     |                  |                              |           |                 |       |      |
| Zdroj:                                                                               |     |                  |                              |           |                 |       |      |

Poznámky
1. ↑  Charles Leclerc skončil 7., ale obdržel penalizaci 5 sekund za nerespektování traťových limitů.
2. ↑  Lance Stroll skončil 13., ale obdržel penalizaci 5 sekund za nerespektování traťových limitů.

## Závod
Závod se uskutečnil 8. října 2023 ve 20:00 místního času (UTC+03:00).
| Poř.                                                                                 | No. | Jezdec           | Konstruktér                  | Počet kol | Čas/Odstoupení | Start | Body |
| ------------------------------------------------------------------------------------ | --- | ---------------- | ---------------------------- | --------- | -------------- | ----- | ---- |
| 1                                                                                    | 1   | Max Verstappen   | Red Bull Racing-Honda RBPT   | 57        | 1:27:39.168    | 1     | 26   |
| 2                                                                                    | 81  | Oscar Piastri    | McLaren-Mercedes             | 57        | +4.833         | 6     | 18   |
| 3                                                                                    | 4   | Lando Norris     | McLaren-Mercedes             | 57        | +5.969         | 10    | 15   |
| 4                                                                                    | 63  | George Russell   | Mercedes                     | 57        | +34.119        | 2     | 12   |
| 5                                                                                    | 16  | Charles Leclerc  | Ferrari                      | 57        | +38.976        | 5     | 10   |
| 6                                                                                    | 14  | Fernando Alonso  | Aston Martin Aramco-Mercedes | 57        | +49.032        | 4     | 8    |
| 7                                                                                    | 31  | Esteban Ocon     | Alpine-Renault               | 57        | +1:02.390      | 8     | 6    |
| 8                                                                                    | 77  | Valtteri Bottas  | Alfa Romeo-Ferrari           | 57        | +1:06.563      | 9     | 4    |
| 9                                                                                    | 24  | Čou Kuan-jü      | Alfa Romeo-Ferrari           | 57        | +1:16.127      | 19    | 2    |
| 10                                                                                   | 11  | Sergio Pérez     | Red Bull Racing-Honda RBPT   | 57        | +1:20.181      | PL    | 1    |
| 11                                                                                   | 18  | Lance Stroll     | Aston Martin Aramco-Mercedes | 57        | +1:21.652      | 16    |      |
| 12                                                                                   | 10  | Pierre Gasly     | Alpine-Renault               | 57        | +1:22.300      | 7     |      |
| 13                                                                                   | 23  | Alexander Albon  | Williams-Mercedes            | 57        | +1:31.014      | 13    |      |
| 14                                                                                   | 20  | Kevin Magnussen  | Haas-Ferrari                 | 56        | +1 kolo        | 18    |      |
| 15                                                                                   | 22  | Júki Cunoda      | AlphaTauri-Honda RBPT        | 56        | +1 kolo        | 11    |      |
| 16                                                                                   | 27  | Nico Hülkenberg  | Haas-Ferrari                 | 56        | +1 kolo        | 14    |      |
| 17                                                                                   | 40  | Liam Lawson      | AlphaTauri-Honda RBPT        | 56        | +1 kolo        | 17    |      |
| Ret                                                                                  | 2   | Logan Sargeant   | Williams-Mercedes            | 40        | Nevolnost      | 15    |      |
| Ret                                                                                  | 44  | Lewis Hamilton   | Mercedes                     | 0         | Kolize         | 3     |      |
| DNS                                                                                  | 55  | Carlos Sainz Jr. | Ferrari                      | 0         | Únik paliva    | –     |      |
| Nejrychlejší kolo: Max Verstappen (Red Bull Racing-Honda RBPT) – 1:24.319 (56. kolo) |     |                  |                              |           |                |       |      |
| Zdroj:                                                                               |     |                  |                              |           |                |       |      |

Poznámky
1. ↑  Včetně bodu za nejrychlejší kolo.
2. ↑  Sergio Pérez skončil 11., ale obdržel penalizaci 5 sekund za nerespektování traťových limitů.
3. ↑  Lance Stroll skončil 9., ale obdržel dvě penalizace 5 sekund za nerespektování traťových limitů.
4. ↑  Pierre Gasly skončil 10., ale obdržel dvě penalizace 5 sekund za nerespektování traťových limitů.
5. ↑  Alexander Albon obdržel dvě penalizace 5 sekund za nerespektování traťových limitů. Jeho konečná pozice tím nebyla ovlivněna.
6. ↑  Carlos Sainz Jr. do závodu neodstartoval z důvodu úniku paliva.

## Průběžné pořadí po závodě
|        | Pořadí | Jezdec           | Body |
| ------ | ------ | ---------------- | ---- |
|        | 1      | Max Verstappen*  | 433  |
|        | 2      | Sergio Pérez     | 224  |
|        | 3      | Lewis Hamilton   | 194  |
|        | 4      | Fernando Alonso  | 183  |
|        | 5      | Carlos Sainz Jr. | 153  |
| Zdroj: |        |                  |      |

|        | Pořadí | Konstruktér                  | Body |
| ------ | ------ | ---------------------------- | ---- |
|        | 1      | Red Bull Racing-Honda RBPT*  | 657  |
|        | 2      | Mercedes                     | 326  |
|        | 3      | Ferrari                      | 298  |
|        | 4      | Aston Martin Aramco-Mercedes | 230  |
|        | 5      | McLaren-Mercedes             | 219  |
| Zdroj: |        |                              |      |